# Aeshna canadensis
Aeshna canadensis е вид насекомо от семейство Aeshnidae.

## Разпространение
Видът е разпространен в Канада (Албърта, Британска Колумбия, Квебек, Лабрадор, Манитоба, Нова Скотия, Ню Брънзуик, Онтарио, Остров Принц Едуард, Саскачеван и Юкон) и САЩ (Айова, Вашингтон, Върмонт, Западна Вирджиния, Илинойс, Индиана, Калифорния, Кънектикът, Масачузетс, Мейн, Мериленд, Минесота, Мисури, Мичиган, Монтана, Небраска, Ню Джърси, Ню Йорк, Ню Хампшър, Орегон, Охайо, Пенсилвания, Род Айлънд и Уисконсин).